# قائمة الكواكب الصغيرة العابرة لمدار الزهرة

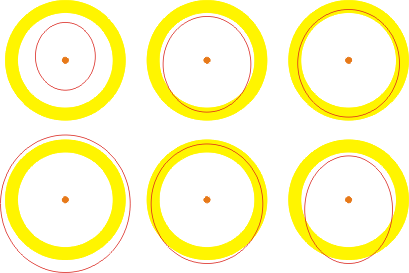
ملامس خارجي: أسفل العمود الأوسط
عابر: أسفل العمود الأيمن

عابرات الزهرة هي الكويكبات التي يعبر مدارها مدار كوكب الزهرة. يبلغ عدد عابرات الزهرة 2,809 عابراً ويبلغ عدد الملامسات الخارجية المعروفة 98 ملامساً خارجياً. عُلّمت عابرات وملامسات عطارد بعلامة ‡.
للزهرة أيضاً شبيه قمر ألا وهو الكويكب 2002 VE68. كما يعد 2002 VE68 عابراً للأرض ولعطارد، ويُعتقد أن هذا الكويكب لم يكن «مرافقاً» للزهرة سوى لمدة الـ7000 سنة السابقة تقريباً، ومن المتوقع خروجه من الترتيب المداري الحالي بعد 500 سنة من الآن.

## عابرات
- 1566 إيكاروس ‡
- 1862 أبولو
- 1864 ديدالوس
- 1865 سيربيروس
- 1981 ميداس
- 2063 Bacchus
- 2100 Ra-Shalom
- أدونيس 2101  [لغات أخرى]‏ ‡
- 2201 Oljato
- 2212 Hephaistos ‡
- 2340 حتحور ‡
- 3200 فايثون ‡
- 3360 Syrinx
- 3362 خوفو
- 3554 أمون
- 3753 كرويثن
- 3838 إيبونا ‡
- فيشنو 4034  [لغات أخرى]‏
- مورفيوس 4197  [لغات أخرى]‏
- 4341 بوسيدون
- بان (توضيح) 4450  [لغات أخرى]‏
- أسقليبيوس 4581  [لغات أخرى]‏
- 4769 Castalia
- (4953) 1990 MU
- (5131) 1990 BG
- 5143 هرقل ‡
- 5381 سخمت
- (5590) 1990 VA
- (5604) 1992 FE
- (5660) 1974 MA ‡
- (5693) 1993 EA
- تالوس 5786  [لغات أخرى]‏ ‡
- (5828) 1991 AM
- (6037) 1988 EG
- جاسون 6063  [لغات أخرى]‏
- مينوس 6239  [لغات أخرى]‏
- (8176) 1991 WA
- (8507) 1991 CB1
- 9162 كويلا
- (9202) 1993 PB
- (10145) 1994 CK1
- (10165) 1995 BL2
- 11500 تومايويت
- (16816) 1997 UF9
- (16960) 1998 QS52 ‡
- (17182) 1999 VU
- (22753) 1998 WT
- (24443) 2000 OG ‡
- (26379) 1999 HZ1
- (30997) 1995 UO5
- (33342) 1998 WT24 ‡
- (36284) 2000 DM8
- 37655 Illapa ‡
- 38086 بيولف
- (40267) 1999 GJ4 ‡
- (41429) 2000 GE2
- (52750) 1998 KK17
- (55532) 2001 WG2
- (65679) 1989 UQ
- (65733) 1994 PC
- (65909) 1998 FH12
- (66063) 1998 RO1 ‡
- (66146) 1998 TU3 ‡
- (66253) 1999 GT3 ‡
- (66391) 1999 KW4 ‡
- (66400) 1999 LT7 ‡
- (67381) 2000 OL8
- (68347) 2001 KB67
- (68348) 2001 LO7 ‡
- (68950) 2002 QF15
- 69230 Hermes
- (85182) 1991 AQ
- (85713) 1998 SS49
- (85770) 1998 UP1
- (85953) 1999 FK21 ‡
- (85989) 1999 JD6 ‡
- (85990) 1999 JV6
- (86450) 2000 CK33
- (86667) 2000 FO10 ‡
- (86829) 2000 GR146
- (86878) 2000 HD24
- (87025) 2000 JT66
- (87309) 2000 QP ‡
- (87684) 2000 SY2 ‡
- (88213) 2001 AF2 ‡
- (88254) 2001 FM129 ‡
- (89958) 2002 LY45 ‡
- (90367) 2003 LC5
- 136818 Selqet
- 137052 Tjelvar
- أتيرا (163693)
- 306367 Nut
- (322756) 2001 CK32 ‡
- 326290 Akhenaten
- (374158) 2004 UL ‡
- (386454) 2008 XM ‡
- (394130) 2006 HY51
- 2002 VE68 ‡
- 2005 HC4 ‡
- 2008 FF5 ‡
- 2012 XE133 ‡
- 2013 ND15 ‡ (أول طروادة معروفة لكوكب الزهرة)

## ملامسات (Grazers)
- 4183 Cuno
- (8035) 1992 TB
- (31662) 1999 HP11
- (53429) 1999 TF5
- (125281) 2001 VZ14
- (140158) 2001 SX169
- (199801) 2007 AE12
- (225900) 2002 AF3
- (277830) 2006 HR29
- (311044) 2004 BB103
- (352102) 2007 AG12
- 1999 TT16
- 2001 RU17
- 2001 SY169
- 2002 VR85
- 2003 ME1
- 2003 RU11
- 2003 SQ222
- 2004 HZ
- 2004 VZ14
- 2005 GE60
- 2005 NE7
- 2005 VN5
- 2005 WC1
- 2006 BM8
- 2006 CF
- 2006 SC
- 2007 VD12
- 2007 VH189
- 2007 XD10
- 2007 XP
- 2007 YN56
- 2008 CH
- 2008 CY21
- 2008 SV11
- 2008 UB95
- 2008 WA14
- 2008 XB2
- 2009 CE
- 2009 EF3
- 2009 SM98
- 2009 SS
- 2009 UL
- 2010 AL30
- 2010 CN19
- 2010 GO33
- 2010 JO71
- 2010 TS19
- 2010 TW149
- 2010 XB24
- 2010 XJ3
- 2011 AT26
- 2011 CF66
- 2011 EM40
- 2011 FK1
- 2011 KN17
- 2011 OB57
- 2011 UO91
- 2011 WC44
- 2012 AM10
- 2012 DE31
- 2012 FJ15
- 2012 KF47
- 2012 KN11
- 2012 OP4
- 2012 OQ
- 2012 PS4
- 2012 TN20
- 2012 TT256
- 2012 UU68
- 2012 VK5
- 2012 WB25
- 2013 EB34
- 2013 HT150
- 2013 RD6
- 2013 RG
- 2013 TG
- 2013 WR67
- 2013 YB14
- بي بي 2014 [الإنجليزية]
- 2014 CF13
- 2014 DF23
- 2014 GY44
- 2014 HH196
- 2014 UR114
- 2014 UZ191
- 2015 BV515
- 2015 HE1
- 2015 HY182
- 2015 TM237
- 2015 TN21
- 2015 TU237
- 2015 XK55
- 2015 XT378
- 2015 YA
- 2016 AN2
- 2016 BW14
- 2016 EG86
- 2016 EU155
- 2016 FD1